# 中塚寛
中塚 寛（なかつか ひろし、1959年〈昭和34年〉7月26日 - ）は、日本の政治家。第3代福井県大飯郡おおい町長。福井県原子力発電所所在市町協議会会員。

## 来歴
福井県遠敷郡名田庄村三重（現・大飯郡おおい町名田庄三重）出身。京都産業大学経済学部中退。名田庄村青年団長、福井県青年農業士を務める。2003年、名田庄村村議会議員当選。2006年、おおい町議会議員、同町総合計画審議委員、嶺南広域行政組合議会副議長などを経て、2014年におおい町長に就任。2018年再選。
吉本興業の福井県住みます芸人である飯めしあがれこにおは甥にあたる。